# Antônio de Oliveira (escritor)
Antônio da Silva Oliveira (Sorocaba, 30 de junho de 1874 — data de falecimento desconhecida) foi um escritor brasileiro.

## Biografia
Foi um dos fundadores da Academia Paulista de Letras, ocupando a cadeira 25, cujo patrono é o Visconde de Porto Seguro. Foi jornalista, contista, poeta, advogado, juiz de paz e vereador.
Como jornalista, exerceu sua atividade nos periódicos de Sorocaba e em São Paulo, no Diário Popular, O Estado de S. Paulo, A Plateia, entre outros.  
Como escritor, editou a renomada obra O Urso de estética naturalista que encontrou ótima crítica de Lúcia Miguel-Pereira:
"O caso do Urso é particularmente sintomático. Talvez excessivamente influenciado por Eça de Queiroz. Antônio de Oliveira se afirma, todavia, um autêntico romancista, sobretudo pelo estudo psicológico da figura central, estranho rapaz, meio ingênuo, meio hipócrita, desfibrado, incapaz de viver. O estilo é lépido e claro, fácil a narrativa, forte o ambiente. A evocação de São Paulo, pequena cidade com todos os vincos provincianos, é das mais interessantes... É digno de nota, e talvez único, o caso desse escritor de inequívoca vocação, que em plena produção, se murou, num completo silêncio. Quem escreveu O Urso, se se pode demitir da literatura ativa, não pode se ausentar da história literária".
Todas as obras de Antônio estão esgotadas. O Urso ainda foi reeditado em 1976 pela Academia Paulista de Letras, mas as outras obras não são encontradas.

## Obras
- 1893 Brumas, versos;
- 1896 Vida Burguesa, contos;
- 1898 Sinhá, Episódio da vida paulista, 1ª Edição, Ed. Durski, Sorocaba;
- 1900 O Urso, Romance de costumes paulistas, 1ª Edição, Ed. Durski;
- 1901 Marco de Montenegro, romance;
- 1902 Raça de Portugueses, romance

## Referência
- COUTINHO, Afrânio; SOUSA, J. Galante de. Enciclopédia de literatura brasileira. São Paulo: Global.